# WASP-100
WASP-100 — одиночная звезда в созвездии Сетки на расстоянии приблизительно 1200 световых лет (около 368 парсеков) от Солнца. Вокруг звезды обращается, как минимум, одна планета.

## Характеристики
WASP-100 — жёлто-белый карлик спектрального класса F2V. Видимая звёздная величина звезды — +10,8m. Масса — около 1,57 солнечной, радиус — около 1,57 солнечного. Эффективная температура — около 6900 K, металличность звезды оценивается как 0.

## Планетная система
В 2013 году у звезды обнаружена планета (WASP-100 b).